# Matthew Macklin
Matthew Macklin (* 14. Mai 1982 in Birmingham) ist ein ehemaliger britischer Profiboxer und aktueller Boxmanager irischer Abstammung. Er ist ehemaliger Irischer und Britischer Meister sowie ehemaliger zweifacher Europameister der EBU im Mittelgewicht. Zudem war er WM-Herausforderer von Felix Sturm und Gennadi Golowkin.

## Amateurkarriere
Macklin wurde als Sohn irischer Eltern in der englischen Stadt Birmingham geboren und begann im Alter von zehn Jahren mit dem Boxen. Als Amateurboxer gewann er einige Medaillen bei U19-Turnieren, darunter die Goldmedaille beim István Dobó Turnier in Ungarn 2000 sowie die Silbermedaille beim Acropolis Cup in Griechenland 2001, wo er nur knapp nach Punkten am Europameister Andrei Balanow scheiterte. 2000 erreichte er das Achtelfinale bei den Junioren-Weltmeisterschaften in Ungarn, 2001 wurde er Englischer Meister in der Elite-Klasse (Erwachsene) im Weltergewicht.

## Profikarriere
Matthew Macklin boxte von 2001 bis 2016 als Profi unter dem Promoter Brian Peters und wurde von Joe Gallagher, Freddie Roach sowie Buddy McGirt trainiert. Nach neun Siegen in Folge verlor er im November 2003 beim Kampf um die englische Meisterschaft nach Punkten gegen Andrew Facey. Anschließend gewann er jedoch wieder acht Kämpfe in Folge und sicherte sich im Mai 2005 die irische Meisterschaft durch einen K.o.-Sieg gegen Michael Monaghan.
Am 29. September 2006 boxte er in Manchester um die britische Meisterschaft gegen Jamie Moore, unterlag jedoch in einem der härtesten Kämpfe des Jahres durch Knockout in der zehnten Runde. Das Duell wurde von mehreren britischen Boxzeitschriften zum Kampf des Jahres gewählt. Durch sechs folgende Siege, darunter auch gegen Luis Campas und Geard Ajetović, erhielt er am 14. März 2009 eine erneute Titelchance um die britische Meisterschaft. Diesmal besiegte er den Titelträger Wayne Elcock durch TKO in der dritten Runde.
Gleich in seinem nächsten Kampf am 25. September 2009 gewann er die EBU-Europameisterschaft durch einen vorzeitigen Sieg in der ersten Runde gegen Amin Asikainen. Im Dezember 2009 schlug er Rafael Pintos und gewann am 18. September 2010 in Birmingham erneut den EBU-Europameistertitel durch einen vorzeitigen Sieg am Ende der fünften Runde gegen Schalwa Jomardaschwili. Im Dezember 2010 verteidigte er den Titel einstimmig nach Punkten gegen Rubén Varón.
Am 25. Juni 2011 boxte Macklin vor 18.000 Zuschauern in Köln um den Superweltmeistertitel der WBA im Mittelgewicht gegen den deutschen Titelträger Felix Sturm, verlor jedoch durch eine geteilte Punkteentscheidung. Macklin hatte in den ersten Runden die Initiative übernommen und konnte einige Wirkungstreffer landen, Sturm hingegen kam nur langsam in Fahrt und wurde von Macklin immer wieder in den Infight gezwungen, wo Sturm seine sonst überlegene Führhand nicht entscheidend einsetzen konnte. Am Ende sahen zwei der drei Punktrichter Sturm knapp vorne, einer hatte sogar Macklin als den Sieger gesehen. Nach dem Kampf wurde vom übertragenden Fernsehsender Sat.1 eine Internet-Umfrage gestartet, in der 72 % der Stimmen Matthew Macklin als Sieger ansahen. Selbst WBC-Manager Lou DiBellas kritisierte die Entscheidung für Sturm und nannte dies einen Grund, warum Sergio Martínez (Weltranglisten-Erster im Mittelgewicht) nie in Deutschland boxen wird. Ex-Weltmeister im Schwergewicht Lennox Lewis bezeichnete die beiden Punkterichter die für Sturm gewertet hatten, als „Straßenräuber“.
Ein für den 25. November in Deutschland ausgehandelter Rückkampf wurde von Macklin abgesagt, nachdem er einen Kampf gegen den Weltranglisten-Führenden Sergio Martínez ermöglicht bekam. Gegen diesen verlor er jedoch am 17. März 2012 im Madison Square Garden von New York City vorzeitig in der elften Runde, hatte den Kampf aber bis dahin ausgeglichen gestaltet und in der siebenten Runde einen Niederschlag erzielt.
Im September 2012 besiegte er überraschend Joachim Alcine durch K.o. in der ersten Runde. Er wurde dadurch erneut zum WM-Herausforderer und boxte am 29. Juni 2013 in den USA gegen Gennadi Golowkin um die WM-Titel der WBA und IBO, verlor den Kampf jedoch durch K.o. in der dritten Runde.
Macklin konnte anschließend den unbesiegten US-Amerikaner Lamar Russ und den Spanier Jose Yebes besiegen, verlor aber im November 2014 durch K.o. in der zehnten Runde gegen den Argentinier Jorge Heiland. Durch zwei folgende K.o.-Siege durfte er am 17. Oktober 2015 um die internationale WBC-Meisterschaft boxen und gewann den Titel durch einen einstimmigen Punktsieg gegen seinen Landsmann Jason Welborn.
Am 9. April 2016 bestritt er seinen letzten Kampf. Er besiegte dabei den Briten Brian Rose und wurde interkontinentaler Meister der IBF.

## MTK Global
Nach seiner aktiven Karriere gründete er die Managementagentur MTK (Mack The Knife) Global, welche sich zu den führenden Box-Managements Großbritanniens entwickelte und über Trainingseinrichtungen in England, Schottland, Spanien, USA, Südafrika und Australien verfügt. Die Agentur betreute bis 2018 rund 120 Boxer, darunter Weltmeister wie Tyson Fury, Rocky Fielding, Billy Joe Saunders, Liam Smith und Carl Frampton.